# Јусуф Зејнулаху
Јусуф Зејнулаху (алб. Jusuf Zejnullahu; Свирце 1944) је економиста и друштвено-политички радник САП Косова.

## Биографија
Рођен је 1944. године у Свирцу. Године 1968, дипломирао је економију у Приштини, а 1971. завршио докторат на Економском факултету у Загребу.
Радио је у Министарству привреде САП Косова у Одсеку за промет и везе, био саветник за привреду у Скупштини Косова, директор Уреда економског развоја у Приштини, потпредседник Привредне коморе Косова, равнатељ металуршког постројења „Фероникел“, потпредседник Привредне коморе Југославије и остало.
Дана 14. априла 1989, био је изабран за члана Централног комитета Савеза комуниста Југославије, а 4. децембра исте године постао је председник Извршног већа Скупштине САП Косова.
У данима антибирократске револуције, 3. априла 1990, Зејнулаху и неколико осталих чланова Извршног већа понудили су оставке у знак протеста против политике Слободана Милошевића у смањивању аутономије Косову. На седници Скупштине Косова, одржаној 23. маја, њихове оставке су одбијене. Зејнулаху је касније учествовао у проглашењу декларације о отцепљењу Косова 2. јула 1990, после чега су Извршно веће и Скупштина Косова распуштени. Био је ухапшен 17. септембра 1990. због подстицања сецесионизма Косова.
Године 1999, отишао је у САД, где живи и данас.